# 彭友良
彭友良（？—，男，中国植物病理学家，中国农业大学植物病理学系教授，主要研究方向为病原真菌致病性的功能基因组、植物抗病遗传资源利用。中国植物病理学会理事长，中华人民共和国教育部首批“长江学者”特聘教授。

## 生平
1982年7月获华中农学院植物保护系学士学位。1989年3月获日本京都大学农林生物学系植物病理学博士学位。1989年4月至1991年12月在日本三井植物生物工程研究所从事博士后研究。1992年1月至1993年12月在北京农业大学任副教授。1993年12月起，在中国农业大学任教授。